# 기타히로시마역
기타히로시마역(일본어: 北広島駅)은 일본 홋카이도 기타히로시마시에 위치한 홋카이도 여객철도 지토세 선의 철도역이다. 역 번호는 H07이며, 섬식 승강장 2면 4선의 구조를 갖춘 지상역이다.

## 타는 곳
| 1 | ■ 지토세 선 | 상행 | 지토세 · 신치토세쿠코 · 도마코마이 방면    | 쾌속 '에어포트' |
| 2 | ■ 지토세 선 | 상행 | 지토세 · 신치토세쿠코 · 도마코마이 방면    | 보통열차 (대피) |
| 3 | ■ 지토세 선 | 하행 | 삿포로 · 데이네 · 오타루 방면              | 보통열차 (대피) |
| 4 | ■ 지토세 선 | 하행 | 삿포로 · 데이네 · 오타루 · 아사히카와 방면 | 쾌속 '에어포트' |

## 이용 현황
| 승차 인원 추이 | 승차 인원 추이 |
| 연도           | 1일 평균       |
| -------------- | -------------- |
| 2003           | 8,360          |
| 2004           | 8,230          |
| 2005           | 8,380          |
| 2006           | 8,370          |
| 2007           | 8,300          |
| 2008           | 8,240          |
| 2009           | 8,050          |
| 2010           | 7,960          |
| 2011           | 7,990          |
| 2012           | 7,837          |
| 2013           | 7,734          |
| 2014           | 7,637          |

## 역 주변
- 국도 제274호선
- 기타히로시마 시청
- 삿포로 신용금고 · 홋카이도 은행 기타히로시마 지점
- 호쿠요 은행 기타히로시마추오 지점
- 기타히로시마 시 도서관
- 기타히로시마 시 예술문화홀
- 도토 대학

## 인접 역
| 홋카이도 여객철도 ■ 치토세 선       | 홋카이도 여객철도 ■ 치토세 선 | 홋카이도 여객철도 ■ 치토세 선 |
| ----------------------------------- | ----------------------------- | ----------------------------- |
| H05 신삿포로 삿포로 · 오타루 방면   | ● 쾌속 "에어포트"             | H10 에니와 신치토세 공항 방면 |
| H06 가미놋포로 삿포로 · 오타루 방면 | ● 보통                        | H08 시마마쓰 도마코마이 방면  |